# 小金井芦州
小金井 芦州（こがねい ろしゅう）は、講釈師の名跡。旧字体を小金井蘆州。
- 初代鏑井蘆洲 - 後∶小金井北梅
- 五代目小金井芦州 - 後∶三代目小金井桜州
- 六代目小金井芦州 - 当該項目にて記述

## 2代目
二代目 小金井 芦州（1848年9月27日（嘉永元年8月30日） - 1908年（明治41年）5月3日）は、講談師。本名：岡田→小金井 亀之助。

### 経歴
武家の出で浅草観音裏の六郷邸内で生まれた。幼少より芸事が好きで講釈場で客の呼び込みやもぎり、茶番などをしているときに「亀小僧」呼ばれ人気になり、その人気に目を付けた席亭の勧めで講談の世界に入った。
初代田辺南龍門下で龍子。その後田辺北州。1857年に南龍死去に伴い初代鏑井北梅の門下で小金井北州。北梅死後、初代宝井琴凌の世話となり1867年に初代の遺言で二代目小金井芦州を襲名した。
1886年より講談組合の頭取を選任され永く勤めた。弟子は一切受け付けなかったという。

### 芸風
得意ネタは「川中島」「日蓮記」等をよく読んだ。修羅場読みの名手で、軍談物を読んだ事で知られる。

## 3代目
三代目 小金井 芦州（1873年7月9日 - 1925年7月11日）は、講談師。本名∶秋元 格之助。

### 経歴
東京神田の生まれ、父は旧鳥羽藩士。
最初は蓁々斎桃葉に入門し蓁々亭葉生を名乗った。ニ代目神田伯山門下に移り神田伯鯉を経て1903年に四代目神田伯龍を襲名。
しかし、講釈界内の対立に際して伯山改メ松鯉らと対立する宝井馬琴らに付いたために伯龍の名を没収され、秋元格之助、泉水亭金魚で色物（落語）の寄席にでていた。
四代目宝井馬琴門下に移り三代目西尾麟慶を経てニ代目芦州の死後、1911年に三代目小金井芦州を襲名した。

### 人物
面長で「間延び」「馬面」と渾名された。
大酒呑みで寄席をドタキャンするなどトラブル・ずぼらも多く「ずぼらの師団長」の渾名もあった。

### 演目
「塩原多助」「鼠小僧次郎吉」等得意とした。

### 弟子
- 四代目小金井芦州
- 小金井芦風
- 小金井芦雁
- 小金井一州
- 小金井三州
- 小金井播州
- 小金井鬼州
- 小金井桜州

#### 廃業
- 初代小金井靖洲

## 4代目
四代目 小金井 芦州（1888年12月6日 - 1949年1月8日）は、講談師。本名：松村 伝次郎。

### 経歴
東京浅草の生まれ、三代目神田伯龍の子息。将来は父の名跡を継ぐ心算で1905年11月6日、父の弟子の神田伯鯉に入門。神田龍子を名乗ったが師匠の伯龍が神田系の内紛で三代目西尾麟慶となったため、西尾慶昇、西尾麟生、初代宝井馬秀（一時馬秋）を経て、二代目西尾小麟慶で真打披露。1911年（明治44年）に四代目西尾麟慶を経て1936年（昭和11年）に四代目小金井芦州を襲名。
1949年1月8日、咽頭がんで没。菩提寺は三河島の浄正寺。

### 人物
四代目柳家小さんによく似た悪声だったという。

### 芸風
世話講談を得意とした。中でも「鼠小僧次郎吉」「大岡裁き」「天保六花撰」を得意とした。
持ちネタの多さは講談界で随一。浪曲師、落語家まで多くのネタをもらった。六代目一龍斎貞山も舌を巻くほどであった。黄牛の道満をはじめ創作に秀で話のネタを多数残し、没後の新聞記事で多くの話ネタがあの世に持ち去られたと書かれていた。

### 芸歴
- 1905年11月 - 神田伯鯉に入門、「龍子」を名乗る。
- 時期不明 - 「西尾慶昇」と改名。
- 時期不明 - 「西尾麟生」と改名。
- 時期不明 - 「初代宝井馬秀」と改名。
- 時期不明 - 真打昇進、「二代目西尾小麟慶」と改名。
- 1911年 - 「四代目西尾麟慶」と改名。
- 1936年 - 「四代目小金井芦州」を襲名。

### 弟子
- 六代目小金井芦州